# A Cruzada das Mulheres pela paz
A Cruzada de Paz das Mulheres foi um movimento socialista de base que se espalhou pela Grã-Bretanha entre 1916 e 1918. Seu objetivo central era difundir uma 'paz popular', que foi definida como um fim negociado para a Primeira Guerra Mundial sem anexações ou indenizações. O movimento foi estabelecido pela primeira vez em Glasgow em julho de 1916 e lançado oficialmente em 10 de junho de 1917. Mais tarde, espalhou-se pela Grã-Bretanha, com manifestações ocorrendo em Leeds, Bradford, Leicester, Birmingham e Lancashire. Embora tenha reunido muitos seguidores, a Cruzada das Mulheres pela Paz enfrentou oposição tanto do governo quanto da polícia, com membros sendo presos e supostamente ameaçados.

## Origens
A eclosão da guerra causou um cisma dentro dos esforços pré-guerra pelo sufrágio feminino, pois indivíduos dentro do movimento Sufrágio tomaram várias posições em relação à moralidade necessária da Grã-Bretanha entrar no pé de guerra cada vez maior que se desenvolveu entre as nações europeias vizinhas após o assassinato de o arquiduque Fernando em 28 de junho de 1914. Logo após a declaração de guerra do governo britânico, Emmeline Pankhurst, líder da União Social e Política das Mulheres (WSPU), e de sua decisão politicamente motivada de se mudar para Paris, anunciou que, a partir desta época, a WSPU deveria desistir de suas atividades de sufrágio e concentrar seus esforços no apoio ao esforço de guerra do governo.
Outras mulheres discordaram fervorosamente dessa postura. Mulheres em toda a Europa se mobilizaram - contra a vontade de seus respectivos governos - para convocar o Congresso Internacional das Mulheres em Haia em 28 de abril de 1915. Cento e noventa mulheres solicitaram permissão para participar do governo britânico. Destes, cento e sessenta e seis tiveram seus passaportes recusados ou cancelados. Os restantes vinte e quatro foram considerados não-militantes e autorizados a participar. A conferência culminou na criação de vários projetos anti-guerra, como 'O Comitê Internacional de Mulheres pela Paz Permanente' e a ' Liga Internacional das Mulheres ' (WIL). Helen Crawfurd - uma representante do Partido Trabalhista Independente (ILP) e um membro caduco da WSPU - era a secretária da filial de Glasgow da WIL. Mesmo dentro do ramo de Glasgow, as divisões de classe tornaram-se evidentes entre a classe média e os membros da classe trabalhadora. Helen Crawfurd, consequentemente, escolheu a si mesma, Agnes Dollan, Mary Barbour e a Sra. Ferguson como os 'propagandistas locais' do ramo de Glasgow ILP, e foi essa coalizão de mulheres que se tornou membros fundadoras da Women's Peace Crusade.
A Women's Peace Crusade, às vezes chamada de Women's Peace Negotiation Crusade, originou-se em Glasgow em uma manifestação em 23 de julho de 1916, que atraiu uma multidão de 5.000 pessoas. A manifestação foi organizada por Helen Crawfurd, uma feminista e socialista da classe trabalhadora que desempenhou um papel significativo na Greve de Aluguéis de Glasgow de 1915. O protesto ocorreu depois que uma carta foi publicada no Labour Leader condenando as mulheres da Grã-Bretanha por não organizarem nenhum protesto contra a guerra. As primeiras reuniões ocorreram em Maryhill e Springburn, e as atividades subsequentes incluíram reuniões de rua, marchas, venda de crachás e distribuição de literatura.

## Objetivos
A demanda central da Cruzada de Paz das Mulheres era negociar o fim imediato da Primeira Guerra Mundial, mas havia objetivos específicos dentro disso. A literatura distribuída pelo movimento afirmava que visava permitir que todas as nações escolhessem sua própria forma de governo, fossem plenamente desenvolvidas, acessassem os mercados e matérias-primas do mundo e viajassem livremente. Elas se opuseram à ideia do direito de conquista e à anexação forçada, a tentativa de manter ou aumentar as barreiras comerciais e qualquer tentativa de impor indenizações esmagadoras a qualquer nação. Além disso, apoiaram a limitação de armamentos e a organização internacional de pessoas, visando criar um entendimento comum de interesses comuns que denominaram 'a paz do povo'.

## Membros
A Cruzada das Mulheres pela Paz foi um dos maiores movimentos de paz em Glasgow durante a Primeira Guerra Mundial, e também foi o que teve o maior apoio da classe trabalhadora.
Helen Crawfurd foi uma das fundadoras da Cruzada, e também fundou a filial de Glasgow da Women's International League for Peace and Freedom, mas depois disse que nunca foi pacifista . Em vez disso, ela era "uma socialista internacional com um profundo ódio à guerra com toda a sua horrível crueldade e desperdício". Frações dentro da filial de Glasgow da Liga Internacional das Mulheres levaram a divisões entre a classe média e os membros da classe trabalhadora e, posteriormente, Helen Crawfurd, juntamente com outros membros da classe trabalhadora, formaram a Cruzada das Mulheres pela Paz. Esses outros membros incluíam Agnes Dollan, Srta. Walker, Sra. Barbour e Sra. Ferguson. Enquanto a Liga Internacional das Mulheres se concentrava em realizar discussões e reuniões mensais com palestrantes, a Cruzada das Mulheres pela Paz agora levava a mensagem anti-guerra às ruas e às comunidades da classe trabalhadora.

## Oposição
A Cruzada encontrou muita oposição tanto do governo quanto da mídia. O Morning Post, de direita, descreveu o movimento como "uma das organizações de propaganda mais ativas e perniciosas do país". Em 11 de agosto de 1917, uma marcha de 1.200 mulheres em Lancashire foi recebida com muita hostilidade. Ao chegar ao campo de recreação de Nelson, uma multidão de 50.000 contra-manifestantes começou a gritar 'Traidores! Assassinos! para o grupo, e apenas a presença da polícia os impediu de serem agredidos fisicamente.